# ناحیه اوهایو، شهرستان بورا، ایلینوی
ناحیه اوهایو، شهرستان بورا، ایلینوی (به انگلیسی: Ohio Township) یک منطقهٔ مسکونی در ایالات متحده آمریکا است که در شهرستان بورا، ایلینوی واقع شده‌است. ناحیه اوهایو ۸۲۳ نفر جمعیت دارد و ۲۵۶ متر بالاتر از سطح دریا واقع شده‌است.